# جی، آ، سیزر
جی، آ، سیزر (انگلیسی: J. A. Seazer؛ زادهٔ ۶ اکتبر ۱۹۴۸) آهنگساز، ترانه‌سرا، و بازیگر اهل ژاپن است.